# Nó de pescador
O Nó de Pescador ou Nó cabeça de cotovia é usado para unir cordas de extremidades iguais, podendo também ser útil em caso de cordas molhadas. Pode ser usado em cordas de nylon e linhas de pesca. Presente no Ashley Book of Knots sob os números #293 e #1414.

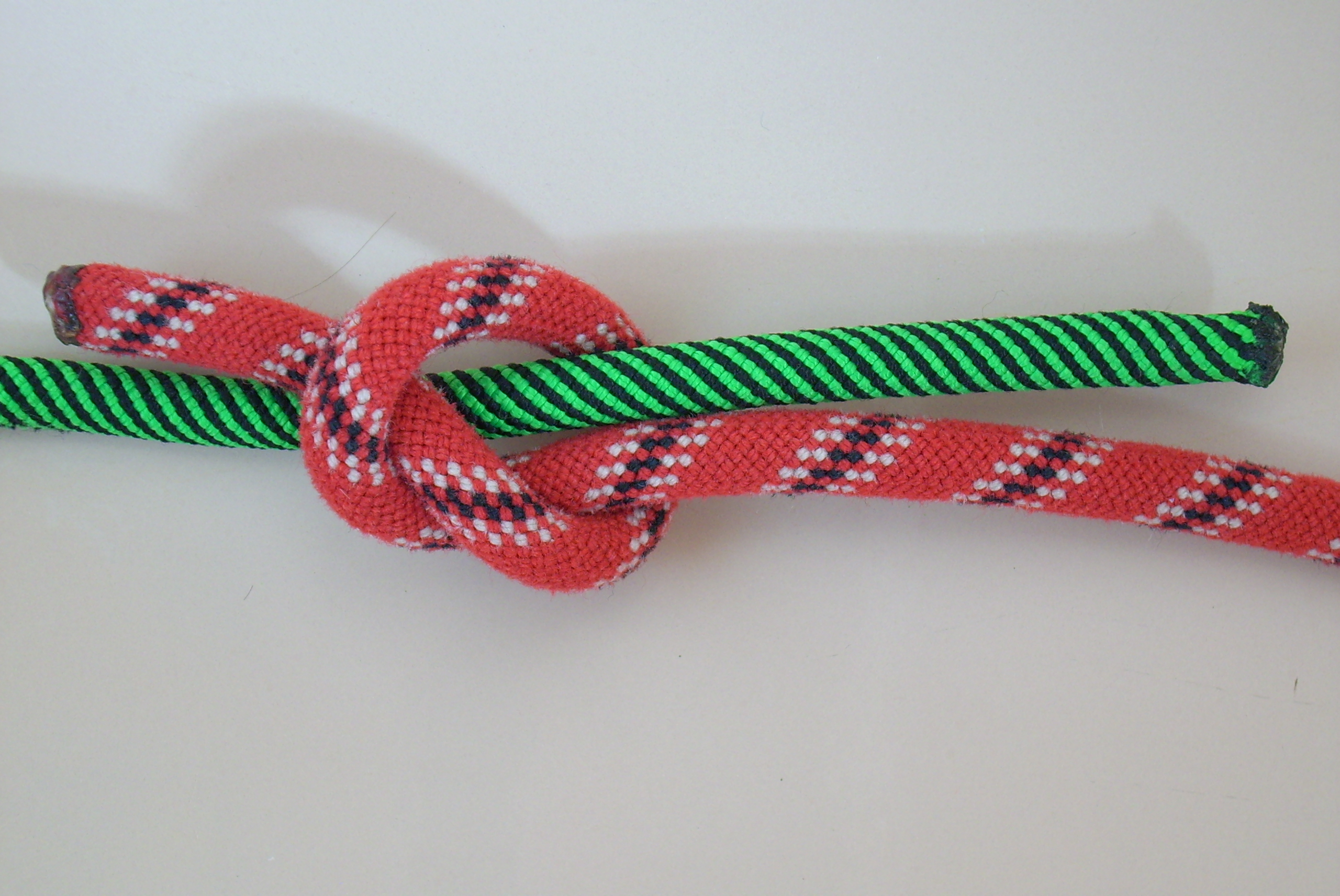
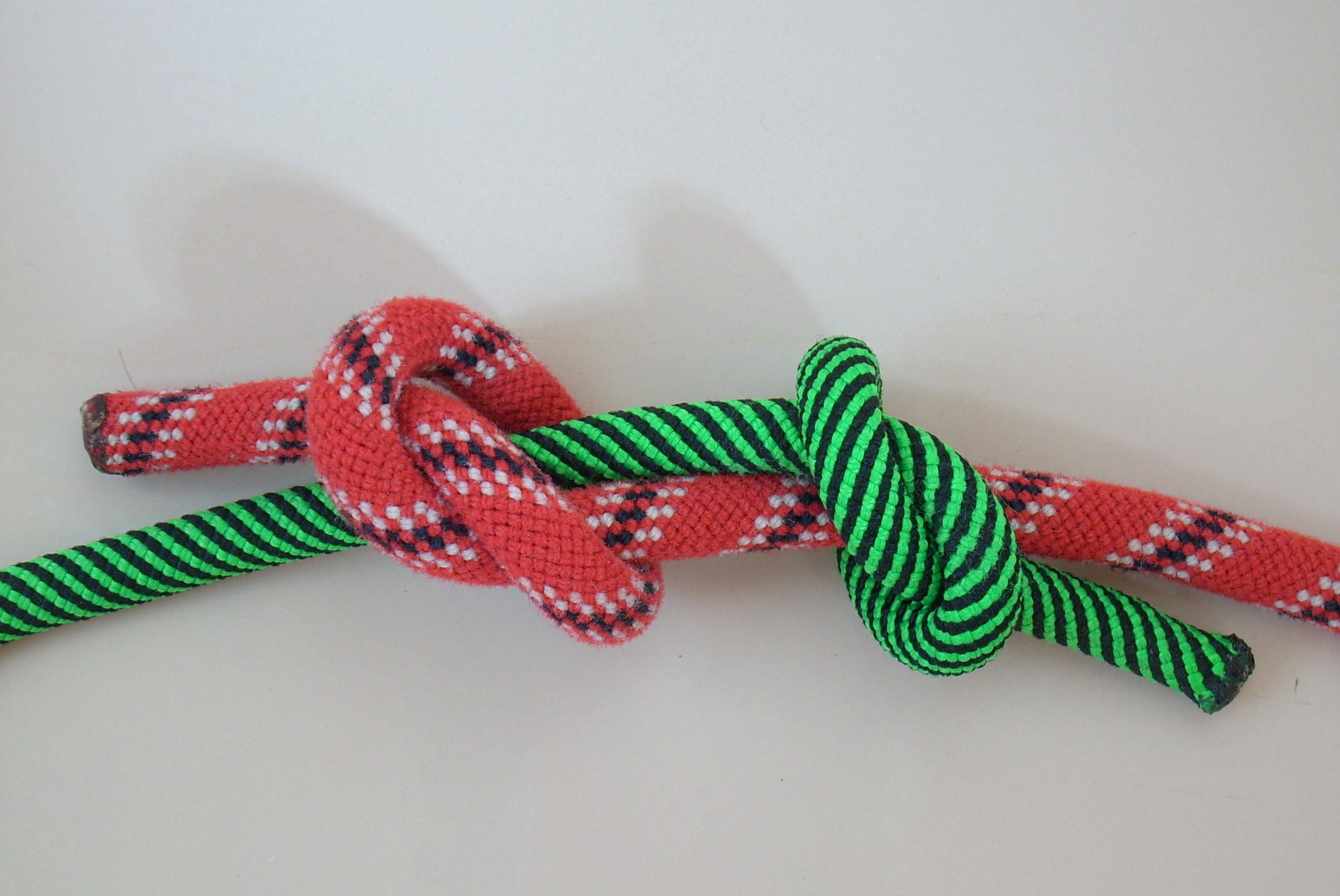
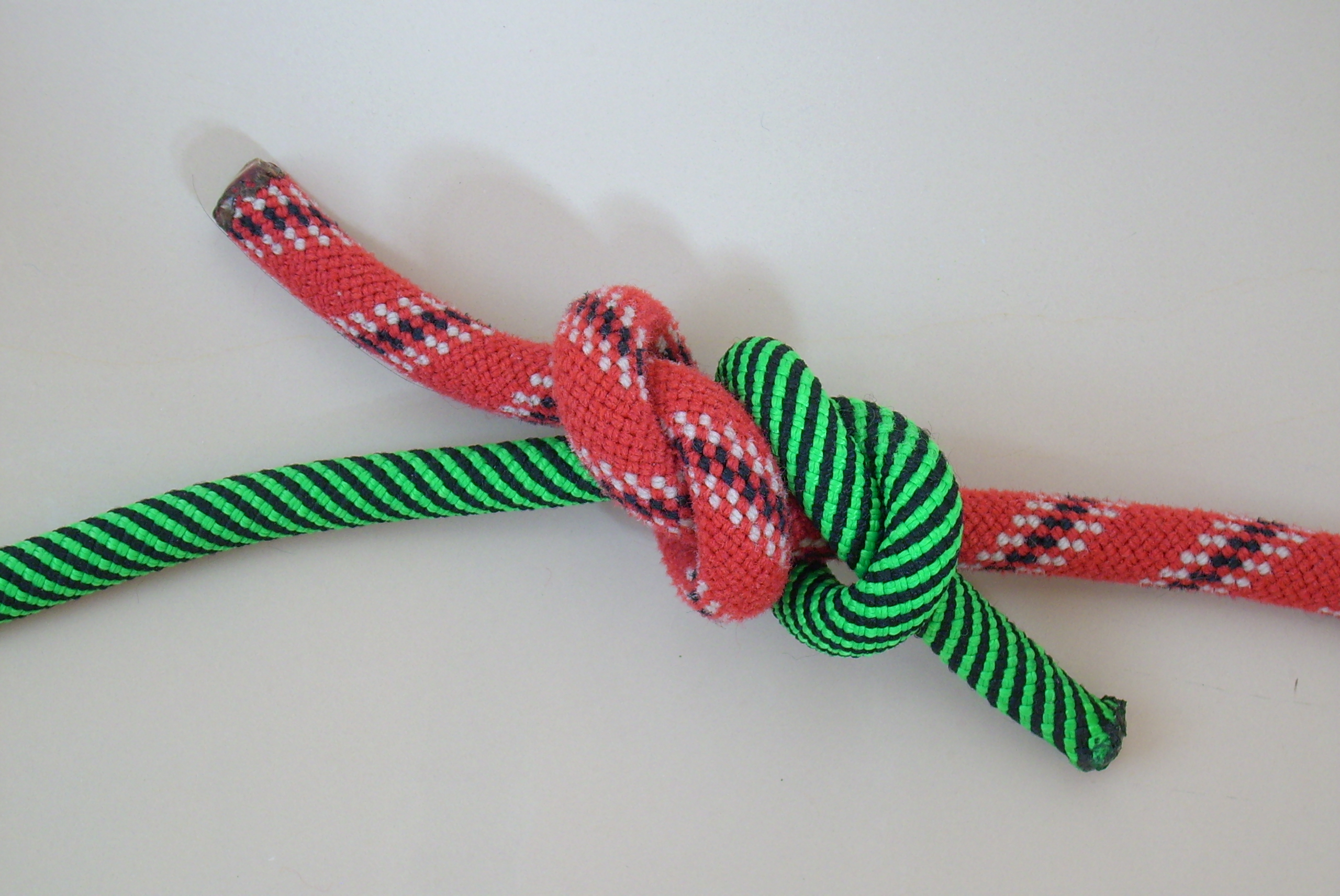